# 幻覚ピカソ
『幻覚ピカソ』（げんかくピカソ）は、古屋兎丸による漫画作品。『ジャンプスクエア』（集英社）にて2008年10月号から2010年5月号まで連載された。

## 概要
古屋兎丸にとって作品初の少年漫画。話数カウントは「ビジョン - 」。
現実世界と絵の中の世界を、ペン画と鉛筆画で使い分けて描くのが特徴である。また、鉛筆画の場面では主人公同様にスケッチブックと2B鉛筆を用いる。現実世界と絵の中の世界を同時に描く際は、ペン画と鉛筆画とを合成する。

## ストーリー
主人公、葉村ヒカリは絵を描くことが好きな少年。クラスメイトの山本千晶とともにいつも通り河原を訪れたところ事故に巻き込まれ、千晶が亡くなってしまう。
しかしある日突然、亡くなったはずの千晶が彼の前に現れ、人助けをするよう懇願する。

## 登場人物

### 主要人物
葉村ヒカリ（はむら ヒカリ）
本作の主人公。暁月（あかつき）学園高等学校2年の17歳。身長155cm。通称「ピカソ」。山本千晶が名前を「ヒカソ」と読み間違えたことが始まりで、クラスメイトからもそう呼ばれている。いじめられっ子でもあるがゆえに偏屈な性格で、考え事をするときに爪を噛む癖がある。絵を描くことが好きで、いつも一人で絵を描いている。また、尊敬する人物はレオナルド・ダ・ヴィンチ。
河原で絵を描く部活動・河原部を立ち上げ、いつも通り千晶とともに河原で過ごしていたところヘリコプターが墜落し、奇跡的に助かる。千晶がその事故の犠牲で亡くなり気落ちしていたところ、その死んだはずの千晶が現れる。自身の腕を見ると腐敗しており、千晶が言うには人助けをすることでその腐敗を食い止められるのだというが、周囲と関わりを持たないピカソにとって容易なことではなく、悪戦苦闘しながらも人を助けていく。
事故以来、人の心の闇を見ることが出来る能力が備わり、本人はこの能力を快く思っていないが、その心の闇を絵にしなくては気が済まないらしく、闇が見えた瞬間、2B鉛筆でスケッチブックに描き込む。そのスケッチブックと自身の顔とが衝突、ダイブすることでその絵の中へ入ることが可能になり、ダイブ中は意識だけが絵の中へ入り込むために体は気絶状態になる。また、心の闇が解決されるまで絵の中からは出られず、意識が戻らないため、千晶とともに解決させようとする。しかし良いことをしても、突然気絶したり独り言（千晶との会話）が多いために、周囲から気味悪がられてしまい、最近は全校にまで「奇妙な人」というレッテルが貼られている。
能力が備わる以前は友達と呼べる人間がいなかったが、だんだんとクラスメイトと関わりを持ち始める。しかし杉浦に心の闇の絵を見られてしまい、なぜ知らないはずのことを知っているのかと問い詰められる。千晶に促されながらも、今までしてきたこと全てを告白する。しかし生理的に受け入れられないと絶交を言い渡されてしまう。数日後、今度は自分の心（深層心理）にダイブし、事故当時に千晶の死を目の当たりにしたことを思い出す。そして共に活動していた千晶の正体を知り、千晶の死を受け入れたことで現実世界に戻った。その後は河原部の中心人物の一人として活動するようになり、実りある学園生活を送るようになった。
山本千晶（やまもと ちあき）
本作のヒロイン。ピカソのクラスメイト。身長168cm。河原部の1人で、心理学などの難しい本を好んで読む。周囲と関わりを持たないピカソに気にかけよく話しかけていた。
ヘリコプター墜落事故で亡くなったはずだが、再びピカソの前に現れる。身の丈は小人ほどで天使のように羽が生えている。また、常に死亡時と同じ制服姿である。日常生活では姿を見せないが、たびたびピカソの制服の胸ポケットから現れ、ピカソに人助けをするよう促し、彼の手助けをする。また、ピカソが絵の中にダイブするとき一緒に絵の中へ入り込むこととなる。その際は生前と同じ、人間の姿をしている（羽は生えていない）。
実は事故後に現れた「天使の千晶」の正体は、千晶が生前渡した紙切れである。そのため周囲にはピカソが紙に話しかけているようにしか見えず、その紙にはピカソへのメッセージを込めたイラストが描かれていた。

### クラスメイト
杉浦（すぎうら）
ピカソのクラスメイト。明るい性格で、スポーツ万能・頭脳明晰・容姿端麗の優等生。
母親が他界した後、父親との関係がうまくいっていなかったがピカソのお陰で和解する。その後はピカソとともに行動することが多くなり、何かと気にかけるようなる。
クラスメイトである椹木茜に好意を抱いているものの、全く相手にされていない。その後、茜の誕生日に彼女を映画へ誘い、その際に告白するがふられてしまう。茜への思いを断ち切れないでいると、クラスメイトの來未から告白され、心を揺らがせる。好みのタイプとは正反対の茜を好きになったことに疑問を感じ始め、來未を好きになろうとする。しかしピカソと千晶が茜と出会った頃の記憶を思い出させ、阻止させる。
ピカソが描いた自身の心の絵を目撃し、ピカソを問い詰める。人の心の闇が見えることや今までしてきたことを告白され、衝撃を受ける。父親との問題に携わっていたことや他人の心を見ていたことを知り、生理的に受け入れられないとピカソに絶交を言い渡すが、ピカソの能力が無ければ取り返しのつかない事態に陥ったことを思い知り、考えを改めるようになる。ピカソが行方不明になったことをきっかけに、ピカソに救われた生徒達と共に彼の捜索を行い、自分の幻覚に入ったままのピカソに現実世界へ帰還を施す。その後は河原部の中心人物の一人として活動するようになった。
椹木茜（さわらぎ あかね）
ピカソのクラスメイト。ティーンズ誌のモデルでもある。人と関わりを持たず、相当ぐれていたため、ピカソは中絶経験がある不良少女と勘違いした。
幼少期に初めての友達だった兎が水分不足で死んでしまった過去を持つ。野菜のせいで死んでしまったと誤った記憶が強く残ってしまい、兎の存在を忘れた現在でも野菜を拒み、摂食障害を起こしていた。しかしピカソのお陰で徐々にではあるが野菜が食べられるようになり、明るい性格になる。その際、ピカソに抱きかかえられたという記憶が残り、ピカソに好感を抱くようになる。また、杉浦によって自分が改心できたのはピカソの能力のお蔭であることを知る。
万場（まんば）
ピカソのクラスメイトの少年。あまり喋らず、周囲からは暗い性格だと思われている。
小椋琴音に恋心を抱いているもののその気持ちを伝えられずにいたが、ピカソのお陰で交流を持つようになり、付き合うようになる。しかし彼女との会話は漫画の話題が主でそれ以上のことはなく、恋人関係といえるのかと悩んでいたが、琴音の心の内を聞き、彼女の全てを受け入れると約束する。以降、琴音とは一層親しい仲となり、現在では名前で呼ぶまでに進展している。ピカソの奇怪な行動を目撃することが多いため、ピカソに関しては複雑な感情を向けるようになっているが、彼が行方不明になった時は「友達」として捜索に参加した。
作者によれば、万場のモデルはライチ☆光クラブの登場キャラクターであるカネダの性格とジャイボの容姿を足して割った姿とされている。
小椋琴音（おぐら ことね）
ピカソのクラスメイト。成績優秀で、学級委員を務めている。吹奏楽部所属。父親はSM写真家。漫画『新聖鬼アレングリオン』の話題を通して、万場と交流を持つようになり、恋人関係となる。
インターネット上で版権イラストサイトを開設しており、万場にも紹介している。しかし偶然ながらもBLを扱った隠しサイトを発見されてしまい、腐女子であることがバレてしまう。そもそもBLに興味を持ち始めたのは、小学生の頃に男女関係のことでいじめられたことがきっかけであり、以来、男女交際に抵抗感を抱いていた。ピカソのお陰で、万場に自身の思いを吐露し、以前よりも一層親しい関係となる。
菱田洋介（ひしだ ようすけ）
ピカソのクラスメイト。長髪で色白。男女問わず仲良く接する。また、名前を呼ばれることを酷く拒む。
幼い頃から性同一性障害であることに苦しんでおり、心中では自身を「ジャンヌ」と名乗っている。しかしある日、女子トイレから出てきたところをクラスメイトに目撃されてしまい、更には彼の鞄の中から女性物の手帳や衣類なども発見され、クラスメイトから問い詰められる。教室を飛び出し、自らの命を絶とうともしたが杉浦にその場を救われる。ピカソと千晶の協力もあり、それまで自身が苦しんできたことを打ち明け、杉浦及びクラスメイトの理解を得る。その後、クラスメイトの働きかけで女子制服を着ることが許され、一人の女子生徒としてクラスに受け入れられた。また、ピカソの提案で「ジャンヌ」と呼ばれるようになり、本格的に（表面上は）女性として振る舞うようになる。そのお蔭でピカソに好意を抱いている模様。
佐倉萌（さくら もえ）
ピカソのクラスメイトで、琴音の小学生の頃からの友人。マイペースな変わり者。巨大テーマパーク・ボリスワールドのキャラクターたちをこよなく愛す。幼い頃からアイドルになることを夢見ている。
アイドルグループ「アフタヌーンティー」に入ることを夢見、ボリスワールドの「夢は叶う」という言葉を信じ、オーディションに臨むも不合格を通告される。その上、審査員に「へたくそ」とばっさりと言い捨てられてしまう。ボリスワールドの言葉を信じてきたが、夢が叶わなかったことに裏切りを感じ、憎しみを抱いていたが、ピカソのお陰でボリスワールドの創設者・ボリスの言葉「努力の分だけ夢に近づく」という言葉を思い出し、自信を取り戻した。現在は歌唱とダンスのレッスンに励んでいる。
本田優人（ほんだ ゆうと）
杉浦の1年次のクラスメイト。成績優秀で真面目であったが、現在は不登校となり引きこもりの生活を送っていた。文化祭に母子で訪れるが、将来を悲観しており、文化祭で行われていた討論会に参加し、周囲を唖然とさせた。
その彼の悲観思考を生んだ原因は、完璧主義者である彼の母親にあった。幼い頃から虫が好きで、父親の職でもあった学者に憧れていたが、両親は離婚し、母親から否定され続けてきた。しかし彼が持つ優しさから、その母親を否定することを拒み、全てを受け入れてきた。ピカソと千晶の働きかけで、母親に夢への思いをぶつけ、理解を得る。その後、学校へと復帰する。
來未（くみ）
ピカソのクラスメイト。杉浦に好意を寄せているが、杉浦が茜に好意を抱いていることに気付いていたため思いを打ち明けられないでいたが、杉浦と茜が付き合っていないことを知り、杉浦に告白する。一度は受け入れられるものの、杉浦が自身の本心に気付いたため、ふられてしまった。

### その他の人物
旺太（おうた）
杉浦の友人。暁月学園高等学校野球部のピッチャー。身長が低いことを気にしており、杉浦にライバル心を密かに燃やしている。優子（ゆうこ）という名前の恋人がいる。
2年前に見つけたブログの書き込み主（の写真）に恋心を抱く。段々と本物の恋人だと思い込むようになり、杉浦らに架空の恋人・優子を紹介するようになる。しかし嘘をつくことに耐えかね、全てが嘘であることを告白。それでも架空の存在であった優子との思い出は消えず、軽いパニックに陥るが、千晶のお陰で優子に別れを告げることに成功する。
持田（もちだ）
野球部のマネージャー。旺太に恋心を抱いているが、旺太自身は全く気付いていない。
椹木花奈（さわらぎ かな）
茜の実妹。暁月学園高等学校1年。ゴスロリの風貌。モデルである姉・茜に強いコンプレックスを抱いている。芸術面の才能がある。
モデルとして活躍する姉に劣等感を感じているために、自身には個性がないと思い込んでいる。そんな時に紹介された有名アーティスト・マリアから強い衝撃を受け、彼女への憧れからか、容姿や趣味などが一変する。茜を含め家族からは腫れ物を触るように扱われ、クラス内でもかなり浮いた存在となっていた。ピカソのお陰もあり、茜も自身にコンプレックスを抱いていたと知り、和解。以後、作詞・作曲に励んでおり、現在はビジュアル系の仲間とともにバンドに所属している。
マリアデュエル
花奈が憧れていた女性アーティスト。通称「マリア」、本名は「木下真理（きした まり）」。彼女が路線変更したことで、間接的に花奈の精神が情緒不安定となる原因になった。

## 用語解説
河原部（かわらぶ）
人との関わりを持ちたくないピカソが立ち上げた部活動。部員はピカソと千晶の2人のみ。活動内容は、河原でただひたすら絵を描くこと（千晶の場合は読書）。ヘリコプター墜落事故で千晶が亡くなった場所でもあるが、事故以降もピカソはこの場を訪れ、1人部活動に励んでいる。ピカソが千晶の死を受け入れた後、河原で自由な活動を行う部活動になった。
新聖鬼アレングリオン（しんせいきアレングリオン）
架空の二次作品。琴音はこの作品のファンである。元ネタは『新世紀エヴァンゲリオン』と『創聖のアクエリオン』。
ボリスワールド
様々なアトラクションが売りのテーマパーク。元ネタはディズニーパーク。

## 単行本
- 第1巻：2009年2月4日発売 ISBN 9784088746395
- 第2巻：2009年9月4日発売 ISBN 9784088746807
- 第3巻：2010年6月4日発売 ISBN 9784088700588